# Pro League 2016-2017
Il campionato Jupiler Pro League 2016-2017 è la 114ª stagione della prima divisione belga di calcio, sponsorizzato dalla Jupiler per il 23º anno di fila. Il campionato è iniziato il 29 luglio 2016 e si è concluso il 1º maggio 2017 con la vittoria dell'Anderlecht.

## Stagione

### Novità
Dalla Pro League 2015-2016 è stato retrocesso l'OH Leuven, ultimo classificato. Al suo posto è stato promosso dalla Tweede klasse 2015-2016 l'Eupen, secondo classificato.

### Formula
Questo campionato vede sfidarsi i sedici migliori club del Belgio in una serie di trenta partite giocate durante il campionato, poi dieci partite durante i playoff.
Al termine della fase "classica" del campionato, le sedici squadre sono divise in due livelli di play-off in base alla loro classifica. Le prime sei sono raggruppate nel girone "Play-off 1" e i loro punti vengono dimezzati. Si incontrano di nuovo due volte (in casa e trasferta), la prima alla fine di questo mini-campionato vincerà il campionato. Invece le squadre classificate dal settimo al quindicesimo posto si uniranno con le squadre che si saranno piazzate dal secondo al quarto posto nella Division 1B , e divise a loro volta in due gironi da sei chiamati "Play-off 2" ed i loro punti riportati a zero. Le squadre si incontrano due volte (una volta in casa e una in trasferta), le due vincitrici dei gironi poi accederanno alla finale unica del "Play-off 2" da cui la vincitrice si guadagnerà un posto in Europa League. Però i club di seconda divisione non potranno partecipare a questa finale.

## Squadre partecipanti
| Club             | Stagione | Città        | Stadio                         | Stagione 2015-2016        |
| ---------------- | -------- | ------------ | ------------------------------ | ------------------------- |
| Anderlecht       | dettagli | Anderlecht   | Stadio Constant Vanden Stock   | 2º posto in Pro League    |
| Charleroi        | dettagli | Charleroi    | Stade du Pays de Charleroi     | 8º posto in Pro League    |
| Club Bruges      | dettagli | Bruges       | Stadio Jan Breydel             | 1º posto in Pro League    |
| Eupen            | dettagli | Eupen        | Kehrweg Stadion                | 2º posto in Tweede klasse |
| Genk             | dettagli | Genk         | Luminus Arena                  | 4º posto in Pro League    |
| Gent             | dettagli | Gent         | Ghelamco Arena                 | 3º posto in Pro League    |
| Kortrijk         | dettagli | Courtrai     | Guldensporen Stadion           | 9º posto in Pro League    |
| Lokeren          | dettagli | Lokeren      | Daknamstadion                  | 11º posto in Pro League   |
| Malines          | dettagli | Malines      | Argosstadion Achter de Kazerne | 10º posto in Pro League   |
| R.E. Mouscron    | dettagli | Mouscron     | Stadio Le Canonnier            | 14º posto in Pro League   |
| Ostenda          | dettagli | Ostenda      | Albertpark Stadion             | 5º posto in Pro League    |
| Sint-Truiden     | dettagli | Sint-Truiden | Stayen                         | 13º posto in Pro League   |
| Standard Liegi   | dettagli | Liegi        | Sclessin Stadion               | 7º posto in Pro League    |
| Waasland-Beveren | dettagli | Beveren      | Freethiel Stadion              | 12º posto in Pro League   |
| Westerlo         | dettagli | Westerlo     | Het Kuipje                     | 15º posto in Pro League   |
| Zulte Waregem    | dettagli | Waregem      | Regenboogstadion               | 6º posto in Pro League    |

## Allenatori e primatisti
| Squadra              | Allenatore (tra parentesi le giornate di permanenza) | Giocatore più presente (tra parentesi il numero delle presenze) | Cannoniere (tra parentesi il numero dei gol segnati) |
| -------------------- | ---------------------------------------------------- | --------------------------------------------------------------- | ---------------------------------------------------- |
| Anderlecht           | René Weiler                                          |                                                                 | Łukasz Teodorczyk (17)                               |
| Charleroi            | Felice Mazzù                                         |                                                                 | David Pollet (7)                                     |
| Club Brugge          | Michel Preud'homme                                   |                                                                 | Jelle Vossen (14)                                    |
| Eupen                | Jordi Condom                                         |                                                                 | Henry Onyekuru (10)                                  |
| Genk                 | Peter Maes (1ª-22ª) → Albert Stuivenberg (23ª-)      |                                                                 | Nikolaos Karelis (9)                                 |
| Gent                 | Hein Vanhaezebrouck                                  |                                                                 | Jérémy Perbet (6)                                    |
| Kortrijk             | Karim Belhocine (1ª-4ª) → Bart van Lancker (5ª- )    |                                                                 | Idriss Saadi (12)                                    |
| Lokeren              | Georges Leekens (1ª-11ª) → Rúnar Kristinsson (13ª-)  |                                                                 | Jajá Sergiy Bolbat (3)                               |
| Mechelen             | Aleksandar Janković (1ª-5ª) → Yannick Ferrera (7ª-)  |                                                                 | Nicolas Verdier (8)                                  |
| Royal Excel Mouscron | Glen De Boeck (1ª-17ª) → Mircea Rednic (18ª- )       |                                                                 | Filip Marković (6)                                   |
| Ostenda              | Yves Vanderhaeghe                                    |                                                                 | Knowledge Musona (8)                                 |
| Sint Truiden         | Ivan Leko                                            |                                                                 | Yohan Boli (6)                                       |
| Standard Liegi       | Yannick Ferrera (1ª-5ª) → Aleksandar Janković (6ª-)  |                                                                 | Orlando Sá (11)                                      |
| Waasland Beveren     | Stijn Vreven (1ª-14ª) → Čedomir Janevski (15ª-)      |                                                                 | Zinho Gano (5)                                       |
| Westerlo             | Bob Peeters (1ª-7ª) → Jacky Mathijssen (8ª-)         |                                                                 | Silvère Ganvoula M'Boussy (7)                        |
| Zulte Waregem        | Francky Dury                                         |                                                                 | Mbaye Leye (8)                                       |

## Stagione regolare

### Classifica
agg 5 aprile 2017
|  | Pos. | Squadra          | Pt | G  | V  | N  | P  | GF | GS | DR  |
|  | ---- | ---------------- | -- | -- | -- | -- | -- | -- | -- | --- |
|  | 1    | Anderlecht       | 61 | 30 | 18 | 7  | 5  | 67 | 30 | +37 |
|  | 2    | Club Brugge      | 59 | 30 | 18 | 5  | 7  | 56 | 24 | +32 |
|  | 3    | Zulte Waregem    | 54 | 30 | 15 | 9  | 6  | 49 | 38 | +11 |
|  | 4    | Gent             | 50 | 30 | 14 | 8  | 8  | 45 | 29 | +16 |
|  | 5    | Ostenda          | 50 | 30 | 14 | 8  | 8  | 52 | 37 | +15 |
|  | 6    | Charleroi        | 50 | 30 | 13 | 11 | 6  | 33 | 26 | +7  |
|  | 7    | Malines          | 48 | 30 | 14 | 6  | 10 | 41 | 36 | +5  |
|  | 8    | Genk             | 48 | 30 | 14 | 6  | 10 | 40 | 35 | +5  |
|  | 9    | Standard Liegi   | 39 | 30 | 9  | 13 | 8  | 44 | 37 | +7  |
|  | 10   | Kortrijk         | 31 | 30 | 8  | 7  | 15 | 38 | 55 | -17 |
|  | 11   | Lokeren          | 31 | 30 | 7  | 10 | 13 | 24 | 34 | -10 |
|  | 12   | Sint-Truiden     | 30 | 30 | 8  | 6  | 16 | 35 | 48 | -13 |
|  | 13   | Eupen            | 30 | 30 | 8  | 6  | 16 | 40 | 64 | -24 |
|  | 14   | Waasland-Beveren | 30 | 30 | 7  | 9  | 14 | 28 | 43 | -15 |
|  | 15   | R.E. Mouscron    | 24 | 30 | 7  | 3  | 20 | 29 | 53 | -24 |
|  | 16   | Westerlo         | 23 | 30 | 5  | 8  | 17 | 33 | 65 | -32 |

Legenda:

      Ammesse ai play-off scudetto

      Ammesse ai play-off Europa League

      Retrocessa in Division 1-B 2017-2018

Note:

Tre punti a vittoria, uno a pareggio, zero a sconfitta.
La classifica viene stilata secondo i seguenti criteri:
- Punti conquistati
- Partite vinte
- Differenza reti generale
- Reti totali realizzate
- Reti realizzate fuori casa
- Partite vinte in trasferta
- Spareggio

## Play-off scudetto

### Classifica
|                   | Pos. | Squadra       | Pt | G  | V | N | P | GF | GS | DR |
| ----------------- | ---- | ------------- | -- | -- | - | - | - | -- | -- | -- |
| Belgio (bandiera) | 1.   | Anderlecht    | 52 | 10 | 6 | 3 | 1 | 14 | 6  | +8 |
|                   | 2.   | Club Brugge   | 45 | 10 | 4 | 3 | 3 | 16 | 14 | +2 |
|                   | 3.   | Gent          | 41 | 10 | 4 | 4 | 2 | 16 | 11 | +5 |
|                   | 4.   | Ostenda       | 37 | 10 | 3 | 3 | 4 | 14 | 17 | -3 |
|                   | 5.   | Charleroi     | 35 | 10 | 2 | 4 | 4 | 10 | 13 | -3 |
|                   | 6.   | Zulte Waregem | 33 | 10 | 1 | 3 | 6 | 12 | 21 | -9 |

Legenda:

      Campione del Belgio e ammessa alla UEFA Champions League 2016-2017
      Ammessa alla UEFA Champions League 2016-2017
      Ammessa alla UEFA Europa League 2016-2017
 Ammessa al Test-Match contro la vincente dei play-off Europa League

Anderlecht: 31 punti
Club Brugge: 30 punti
Zulte Waregem: 27 punti
Ostenda: 25 punti
Gent: 25 punti
Charleroi: 25 punti
Note:

Tre punti a vittoria, uno a pareggio, zero a sconfitta.
La classifica viene stilata secondo i seguenti criteri:
- Punti conquistati
- Partite vinte
- Differenza reti generale
- Reti totali realizzate
- Reti realizzate fuori casa
- Partite vinte in trasferta
- Spareggio

### Risultati
|               | And  | Cha  | CBr  | Gnt  | Ost  | ZWa  |
| ------------- | ---- | ---- | ---- | ---- | ---- | ---- |
| Anderlecht    | –––– | 0-1  | 2-0  | 0-0  | 3-2  | 2-0  |
| Charleroi     | 1-3  | –––– | 1-3  | 1-3  | 0-1  | 2-0  |
| Club Brugge   | 1-1  | 1-1  | –––– | 2-1  | 3-1  | 2-1  |
| Gent          | 0-0  | 1-1  | 2-1  | –––– | 1-1  | 5-2  |
| Ostenda       | 0-1  | 1-0  | 2-1  | 4-3  | –––– | 1-1  |
| Zulte Waregem | 1-2  | 2-2  | 1-1  | 0-2  | 3-1  | –––– |

## Play-off Europa League

### Girone A
Nel girone A vengono inserite le squadre classificatesi ai posti 7º, 9º, 12º e 14º della stagione regolare insieme alle prime due compagini non qualificatesi per i Play-off promozione nella Tweede Klasse.

#### Classifica
|  | Pos. | Squadra              | Pt | G  | V | N | P | GF | GS | DR  |
|  | ---- | -------------------- | -- | -- | - | - | - | -- | -- | --- |
|  | 1.   | Sint-Truiden         | 22 | 10 | 7 | 1 | 2 | 23 | 7  | +16 |
|  | 2.   | Malines              | 16 | 10 | 5 | 1 | 4 | 7  | 16 | -9  |
|  | 3.   | Waasland-Beveren     | 15 | 10 | 5 | 0 | 5 | 17 | 19 | -2  |
|  | 4.   | Standard Liegi       | 14 | 10 | 4 | 2 | 4 | 14 | 11 | +3  |
|  | 5.   | Union Saint-Gilloise | 10 | 10 | 3 | 1 | 6 | 15 | 19 | -4  |
|  | 6.   | Lierse               | 10 | 10 | 3 | 1 | 6 | 12 | 16 | -4  |

Legenda:

      Ammessa allo spareggio Europa League
Note:

Tre punti a vittoria, uno a pareggio, zero a sconfitta.
La classifica viene stilata secondo i seguenti criteri:
- Punti conquistati
- Partite vinte
- Differenza reti generale
- Reti totali realizzate
- Reti realizzate fuori casa
- Partite vinte in trasferta
- Spareggio

#### Risultati
|                  | Lie  | Mal  | SGi  | Str  | SLi  | Waa  |
| ---------------- | ---- | ---- | ---- | ---- | ---- | ---- |
| Lierse           | –––– | 0-0  | 2-1  | 1-3  | 1-0  | 2-3  |
| Malines          | 1-0  | –––– | 1-0  | 1-0  | 1-0  | 1-3  |
| Sint-Gilloise    | 1-3  | 3-0  | –––– | 1-4  | 2-2  | 1-3  |
| Sint-Truiden     | 2-1  | 7-0  | 0-1  | –––– | 1-0  | 3-0  |
| Standard Liegi   | 2-0  | 2-0  | 3-1  | 2-2  | –––– | 0-2  |
| Waasland Beveren | 3-2  | 1-2  | 1-4  | 0-1  | 0-1  | –––– |

### Girone B
Nel girone B vengono inserite le squadre classificatesi ai posti 8º, 10º, 11º, 13º e 15º della stagione regolare insieme alla perdente dei Play-off della Tweede Klasse. 

#### Classifica
|  | Pos. | Squadra       | Pt | G  | V | N | P | GF | GS | DR  |
|  | ---- | ------------- | -- | -- | - | - | - | -- | -- | --- |
|  | 1.   | Genk          | 26 | 10 | 8 | 2 | 0 | 26 | 4  | +22 |
|  | 2.   | Lokeren       | 15 | 10 | 3 | 6 | 1 | 21 | 20 | +1  |
|  | 3.   | Eupen         | 13 | 10 | 3 | 4 | 3 | 20 | 20 | 0   |
|  | 4.   | Kortrijk      | 12 | 10 | 3 | 3 | 4 | 15 | 22 | -7  |
|  | 3.   | R.E. Mouscron | 8  | 10 | 2 | 2 | 6 | 11 | 22 | -11 |
|  | 6.   | Roeselare     | 7  | 10 | 2 | 1 | 7 | 17 | 22 | -5  |

Legenda:

      Ammessa allo spareggio Europa League
Note:

Tre punti a vittoria, uno a pareggio, zero a sconfitta.
La classifica viene stilata secondo i seguenti criteri:
- Punti conquistati
- Partite vinte
- Differenza reti generale
- Reti totali realizzate
- Reti realizzate fuori casa
- Partite vinte in trasferta
- Spareggio

#### Risultati
|           | Eup  | Gnk  | Krt  | Lok  | Mou  | Roe  |
| --------- | ---- | ---- | ---- | ---- | ---- | ---- |
| Eupen     | –––– | 1-1  | 3-2  | 3-3  | 0-2  | 2-2  |
| Genk      | 2-1  | –––– | 3-0  | 4-0  | 6-0  | 3-1  |
| Kortrijk  | 3-3  | 0-3  | –––– | 0-3  | 2-1  | 0-3  |
| Lokeren   | 4-1  | 1-1  | 0-0  | –––– | 2-2  | 2-1  |
| Mouscron  | 0-2  | 0-2  | 0-1  | 2-2  | –––– | 1-0  |
| Roeselare | 3-2  | 0-1  | 2-3  | 2-3  | 3-5  | –––– |

## Statistiche

### Classifica marcatori
Fonte: sito ufficiale
| Gol |  |  | Giocatore         | Squadra        |
| --- |  |  | ----------------- | -------------- |
| 20  |  |  | Łukasz Teodorczyk | Anderlecht     |
| 15  |  |  | Jelle Vossen      | Club Brugge    |
| 14  |  |  | Idriss Saadi      | Kortrijk       |
| 14  |  |  | Orlando Sá        | Standard Liegi |
| 13  |  |  | Mbaye Leye        | Zulte Waregem  |
| 12  |  |  | Henry Onyekuru    | Eupen          |
| 12  |  |  | Youri Tielemans   | Anderlecht     |
| 11  |  |  | Landry Dimata     | Ostenda        |
| 11  |  |  | Mamadou Sylla     | Eupen          |
| 11  |  |  | Ishak Belfodil    | Standard Liegi |
| 11  |  |  | Mbwana Samatta    | Genk           |
| 10  |  |  | Jérémy Perbet     | Charleroi      |
| 9   |  |  | Nikolaos Karelis  | Genk           |
| 9   |  |  | Knowledge Musona  | Ostenda        |
| 9   |  |  | Nicolas Verdier   | Malines        |
| 9   |  |  | Silvère Ganvoula  | Westerlo       |
| 9   |  |  | José Izquierdo    | Club Brugge    |